# Cyphochilus pygidialis
Cyphochilus pygidialis är en skalbaggsart som beskrevs av Anton Franz Nonfried 1893. Cyphochilus pygidialis ingår i släktet Cyphochilus och familjen Melolonthidae. Inga underarter finns listade i Catalogue of Life.